# Ndolé

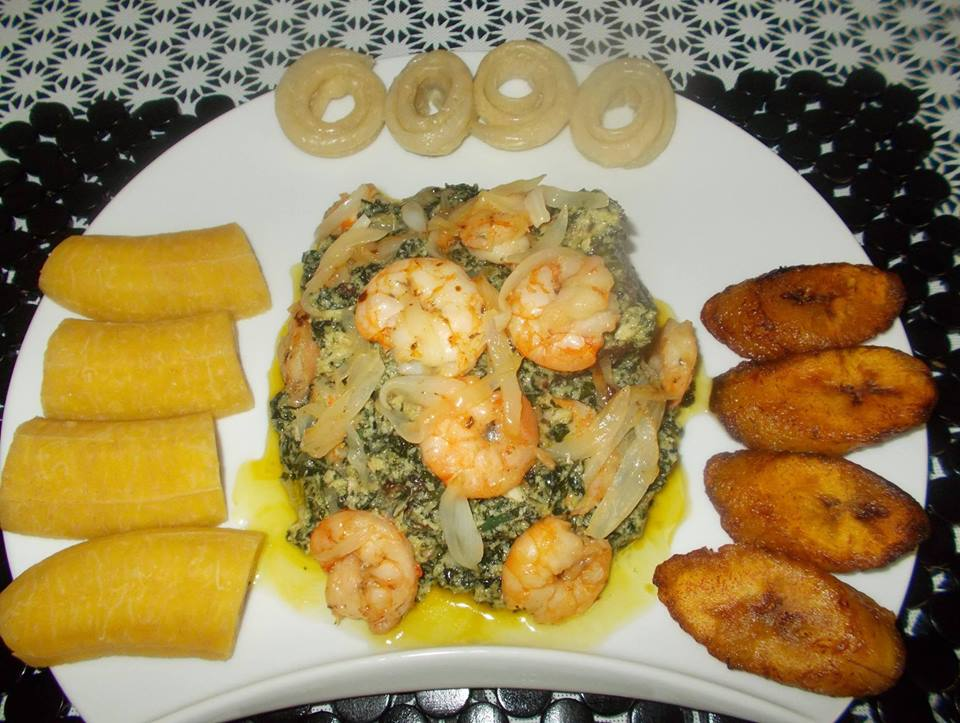
Ndolé in der gehobenen Küche.

Ndolé (auch Ndole und N'Dole) ist ein Nationalgericht aus Kamerun. Es ist ursprünglich ein Gericht der Duala, ist aber mittlerweile im ganzen Land und auch in anderen Staaten Westafrikas beliebt. Bei den familiären, religiösen und gesellschaftlichen Festen im Süden Kameruns, bei denen üblicherweise viele verschiedene Speisen zubereitet werden, ist Ndolé fast immer dabei. Als Beilagen dienen oft frittierte Kochbananen oder Yams.

## Zutaten
Die Hauptzutat ist das gleichnamige Blattgemüse das auch als bitterleaf oder Bitterspinat bezeichnet wird. Dabei handelt es sich um die jungen Blätter der Gymnanthemum amygdalinum (Delile) Sch.Bip. ex Walp, die der Tribus Vernonieae angehört. Es wird ähnlich wie Spinat zubereitet und hat einen leicht bitteren Geschmack. Weitere übliche Zutaten sind frische, gemahlene Erdnüsse, Knoblauch, Zwiebeln, Ingwer, Fleisch und getrocknete Garnelen. Es sind jedoch viele Variationen möglich. Das ganze wird wie ein Eintopf gekocht.

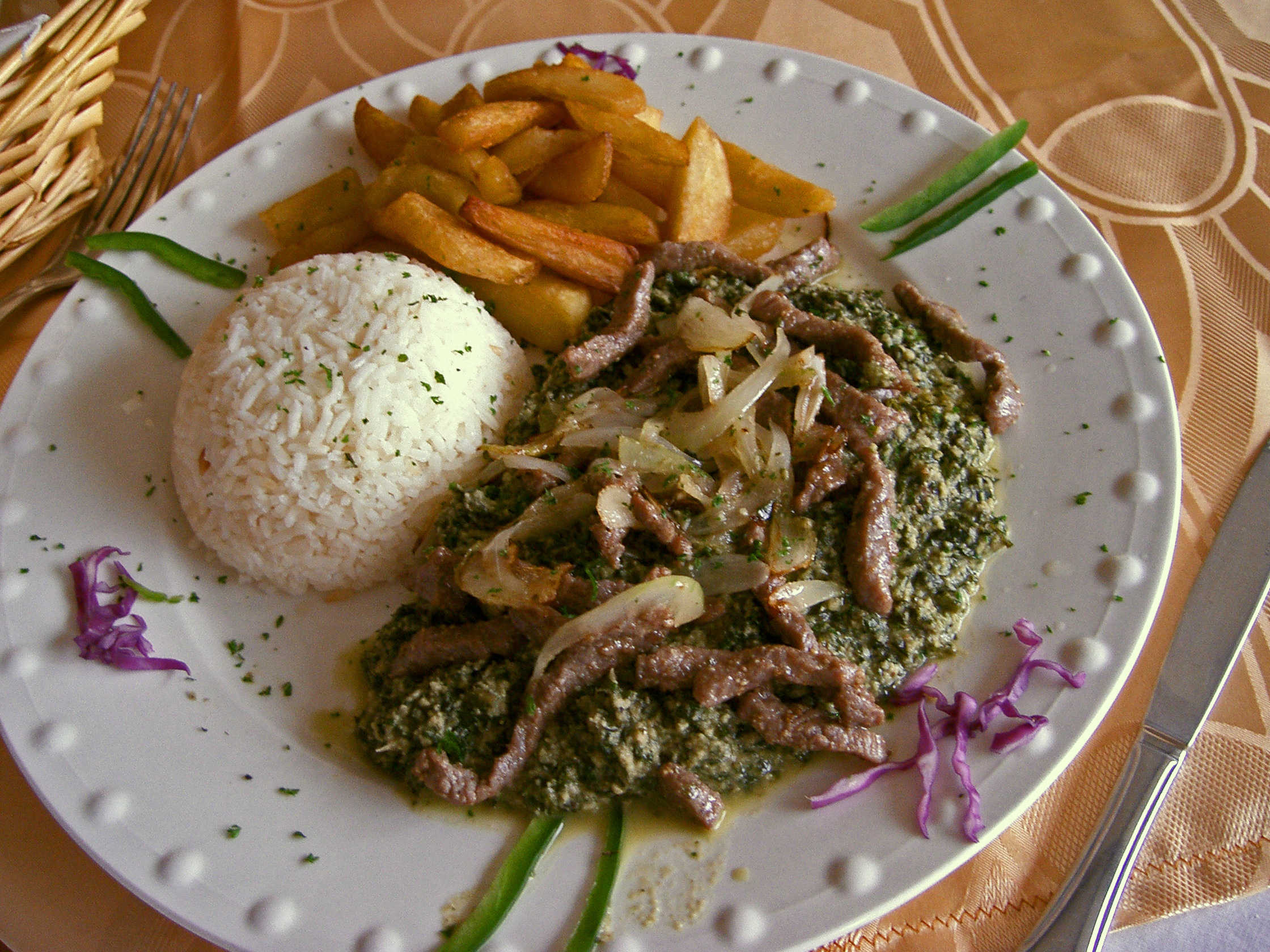
Kameruner ndolè
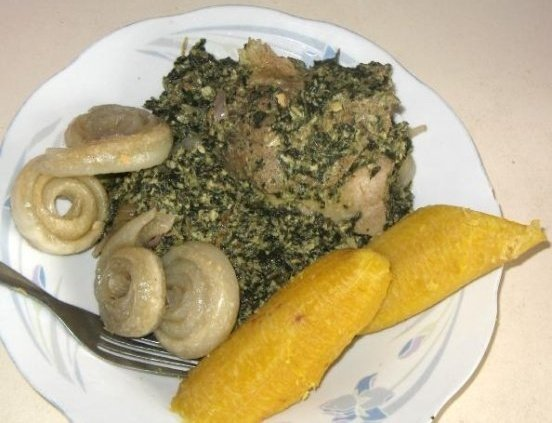
ndolè Gericht
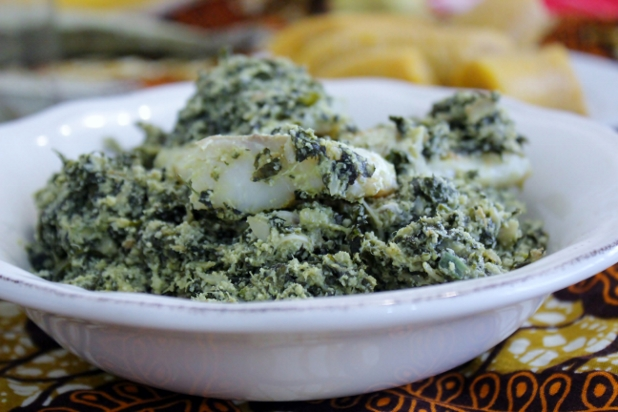
Ndolè mit Kabeljau